# Campionati europei di atletica leggera 2018 - 200 metri piani maschili
I 200 metri piani maschili ai campionati europei di atletica leggera 2018 si sono svolti tra l'8 e il 9 agosto 2018.

## Podio
| Oro     | Ramil Guliyev Turchia                  |
| Argento | Nethaneel Mitchell-Blake Gran Bretagna |
| Bronzo  | Alex Wilson Svizzera                   |

## Record
Prima di questa competizione, il record del mondo (RM), il record europeo (EU) ed il record dei campionati (RC) erano i seguenti:
| Record                | Prestazione | Atleta                       | Data                                         | Competizione     |
| --------------------- | ----------- | ---------------------------- | -------------------------------------------- | ---------------- |
| Record mondiale       | 19"19       | Usain Bolt Giamaica          | 20 agosto 2009 Berlino, Germania             | Mondiali 2009    |
| Record europeo        | 19"72       | Pietro Mennea Italia         | 12 settembre 1979 Città del Messico, Messico | Universiadi 1979 |
| Record dei campionati | 19"85       | Kōnstantinos Kenterīs Grecia | 9 agosto 2002 Monaco di Baviera, Germania    | Europei 2002     |

## Risultati

### 1º turno
Passano alle semifinali i primi tre atleti di ogni batteria (Q) e i due atleti con i migliori tempi tra gli esclusi (q).
| Pos. | Batteria | Corsia | Nome                        | Nazionalità   | Tempo | Note |
| ---- | -------- | ------ | --------------------------- | ------------- | ----- | ---- |
| 1    | 3        | 7      | Fausto Desalu               | Italia        | 20"39 | Q    |
| 2    | 2        | 8      | Likourgos-Stefanos Tsakonas | Grecia        | 20"49 | Q    |
| 3    | 1        | 5      | Robin Vanderbemden          | Belgio        | 20"50 | Q    |
| 4    | 1        | 6      | Andrew Howe                 | Italia        | 20"60 | Q    |
| 5    | 3        | 8      | Stuart Dutamby              | Francia       | 20"64 | Q    |
| 6    | 2        | 4      | Mickaël-Méba Zeze           | Francia       | 20"65 | Q    |
| 7    | 4        | 1      | Solomon Bockarie            | Paesi Bassi   | 20"66 | Q    |
| 8    | 1        | 8      | Taymir Burnet               | Paesi Bassi   | 20"67 | Q    |
| 9    | 1        | 3      | Robin Erewa                 | Germania      | 20"69 | q    |
| 10   | 2        | 3      | Davide Manenti              | Italia        | 20"70 | Q    |
| 11   | 2        | 7      | Jonathan Quarcoo            | Norvegia      | 20"77 | q    |
| 12   | 4        | 8      | Steven Muller               | Germania      | 20"78 | Q    |
| 13   | 2        | 2      | Marcus Lawler               | Irlanda       | 20"80 |      |
| 14   | 4        | 4      | Daniel Rodriguez            | Spagna        | 20"81 | Q    |
| 15   | 3        | 6      | Delano Williams             | Gran Bretagna | 20"89 | Q    |
| 16   | 1        | 1      | Pol Retamal                 | Spagna        | 20"92 |      |
| 17   | 4        | 5      | Silvan Wicki                | Svizzera      | 20"93 |      |
| 18   | 3        | 2      | Felix Svensson              | Svezia        | 20"95 |      |
| 19   | 3        | 5      | Oskari Lehtonen             | Finlandia     | 21"06 |      |
| 20   | 4        | 6      | Gediminas Truskauskas       | Lituania      | 21"11 |      |
| 21   | 3        | 4      | Jan Jirka                   | Rep. Ceca     | 21"15 |      |
| 22   | 4        | 3      | Panagiotis Trivyzas         | Grecia        | 21"18 |      |
| 23   | 2        | 5      | Ionuț Andrei Neagoe         | Romania       | 21"21 |      |
| 24   | 3        | 3      | Simon Bujna                 | Slovacchia    | 21"26 |      |
| 25   | 4        | 7      | Markus Fuchs                | Austria       | 21"29 |      |
| 26   | 1        | 7      | Emil Ibrahimow              | Ucraina       | 21"29 |      |
| 27   | 4        | 2      | Paisios Dimitriades         | Cipro         | 21"31 |      |
| 28   | 2        | 6      | Sergio Juárez               | Spagna        | 21"33 |      |
| 29   | 1        | 4      | Alexandru Terpezan          | Romania       | 21"39 |      |
| 30   | 1        | 2      | Denis Dimitrow              | Bulgaria      | 21"43 |      |

### Semifinali
Oltre agli atleti qualificatisi nel primo turno, accedono direttamente alle semifinali i dieci atleti che avevano il miglior ranking europeo prima della manifestazione. Questi atleti sono: Ramil Guliyev, Bruno Hortelano, Alex Wilson, Adam Gemili, Nethaneel Mitchell-Blake, Ján Volko, Leon Reid, Churandy Martina, Serhij Smelyk e Aleixo Platini Menga.
Passano alla finale i primi due atleti di ogni batteria (Q) e i due atleti con i migliori tempi tra gli esclusi (q).
| Pos. | Semifinale | Corsia | Nome                        | Nazionalità   | Tempo | Note                                     |
| ---- | ---------- | ------ | --------------------------- | ------------- | ----- | ---------------------------------------- |
| 1    | 3          | 4      | Alex Wilson                 | Svizzera      | 20"16 | Q                                        |
| 2    | 2          | 4      | Bruno Hortelano             | Spagna        | 20"29 | Q                                        |
| 3    | 1          | 4      | Ramil Guliyev               | Turchia       | 20"33 | Q                                        |
| 4    | 3          | 5      | Nethaneel Mitchell-Blake    | Gran Bretagna | 20"35 | Q                                        |
| 5    | 2          | 6      | Fausto Desalu               | Italia        | 20"35 | Q                                        |
| 6    | 1          | 3      | Leon Reid                   | Irlanda       | 20"38 | Q                                        |
| 7    | 3          | 7      | Solomon Bockarie            | Paesi Bassi   | 20"41 | q                                        |
| 8    | 2          | 5      | Adam Gemili                 | Gran Bretagna | 20"46 | q                                        |
| 9    | 2          | 2      | Mickaël-Méba Zeze           | Francia       | 20"49 | Miglior prestazione personale stagionale |
| 10   | 2          | 3      | Churandy Martina            | Paesi Bassi   | 20"51 |                                          |
| 11   | 2          | 8      | Likourgos-Stefanos Tsakonas | Grecia        | 20"54 |                                          |
| 12   | 3          | 3      | Serhij Smelyk               | Ucraina       | 20"54 |                                          |
| 13   | 1          | 5      | Ján Volko                   | Slovacchia    | 20"58 |                                          |
| 14   | 2          | 7      | Robin Vanderbemden          | Belgio        | 20"62 |                                          |
| 15   | 1          | 7      | Steven Muller               | Germania      | 20"76 |                                          |
| 16   | 3          | 2      | Daniel Rodriguez            | Spagna        | 20"77 |                                          |
| 17   | 3          | 8      | Andrew Howe                 | Italia        | 20"78 |                                          |
| 18   | 2          | 1      | Robin Erewa                 | Germania      | 20"79 |                                          |
| 19   | 1          | 8      | Davide Manenti              | Italia        | 20"81 |                                          |
| 20   | 3          | 6      | Aleixo-Platini Menga        | Germania      | 20"83 |                                          |
| 21   | 1          | 2      | Taymir Burnet               | Paesi Bassi   | 20"84 |                                          |
| 22   | 3          | 1      | Jonathan Quarcoo            | Norvegia      | 21"07 |                                          |
|      | 1          | 6      | Stuart Dutamby              | Francia       | dns   |                                          |
|      | 1          | 1      | Delano Williams             | Gran Bretagna | dns   |                                          |

### Finale
| Pos. | Corsia | Nome                     | Nazionalità   | Tempo | Note                                     |
| ---- | ------ | ------------------------ | ------------- | ----- | ---------------------------------------- |
|      | 6      | Ramil Guliyev            | Turchia       | 19"76 | Record dei campionati                    |
|      | 4      | Nethaneel Mitchell-Blake | Gran Bretagna | 20"04 | Miglior prestazione personale stagionale |
|      | 5      | Alex Wilson              | Svizzera      | 20"04 | Record nazionale                         |
| 4    | 3      | Bruno Hortelano          | Spagna        | 20"05 |                                          |
| 5    | 2      | Adam Gemili              | Gran Bretagna | 20"10 | Miglior prestazione personale stagionale |
| 6    | 7      | Fausto Desalu            | Italia        | 20"13 | Miglior prestazione personale            |
| 7    | 8      | Leon Reid                | Irlanda       | 20"37 |                                          |
| 8    | 1      | Solomon Bockarie         | Paesi Bassi   | 20"39 | Miglior prestazione personale stagionale |